# 異口樸麗魚
異口樸麗魚為輻鰭魚綱鱸形目隆頭魚亞目慈鯛科的其中一種，被IUCN列為極危保育類動物，分布於非洲維多利亞湖流域，棲息深度可達12公尺，體長可達20.3公分，棲息在沙泥底質或礫石底質水域，屬肉食性，以魚類為食，生活習性不明。

## 擴展閱讀
維基物種上的相關：異口樸麗魚